# Appropriering
Appropriering är ett sociologiskt begrepp med innebörden att en person tillägnar sig andra individers kunskaper och gör dem till sina egna. Det används främst inom sociokulturellt perspektiv på lärande.
Man lär sig att förstå och bruka kulturella redskap, till exempel att lära sig cykla, skriva, räkna, rita eller uttrycka sig på andra sätt främst genom att lära sig av någon annan.